# 2011-es Copa América (döntő)
A 2011-es Copa América döntőjét az Estadio Monumental stadionban játszották Buenos Airesben 2011. július 24-én. A mérkőzés győztese nyerte a 43. Copa Américát.
A döntő egyik résztvevője az addigi 14-szeres győztes Uruguay volt. A döntő másik résztvevője Paraguay volt, amely a csoportmérkőzések során három döntetlent játszott, a negyeddöntőben és az elődöntőben büntetőkkel jutott tovább. Paraguay korábban 1953-ban és 1979-ben nyerte meg a dél-amerikai kontinenstornát.
A mérkőzést Uruguay 3–0-ra nyerte, megszerezte 15. Copa América győzelmét. Uruguay részt vesz a 2013-as konföderációs kupán.

## Út a döntőig
| Csapat  | M | Gy | D | V | G+ | G– | Gk | P |
| ------- | - | -- | - | - | -- | -- | -- | - |
| Chile   | 3 | 2  | 1 | 0 | 4  | 2  | +2 | 7 |
| Uruguay | 3 | 1  | 2 | 0 | 3  | 2  | +1 | 5 |
| Peru    | 3 | 1  | 1 | 1 | 2  | 2  | 0  | 4 |
| Mexikó  | 3 | 0  | 0 | 3 | 1  | 4  | −3 | 0 |

| Csapat    | M | Gy | D | V | G+ | G– | Gk | P |
| --------- | - | -- | - | - | -- | -- | -- | - |
| Brazília  | 3 | 1  | 2 | 0 | 6  | 4  | +2 | 5 |
| Venezuela | 3 | 1  | 2 | 0 | 4  | 3  | +1 | 5 |
| Paraguay  | 3 | 0  | 3 | 0 | 5  | 5  | 0  | 3 |
| Ecuador   | 3 | 0  | 1 | 2 | 2  | 5  | −3 | 1 |

## Mérkőzés
| 2011. július 24. 16:00 (UTC–3) |

| Uruguay                   | 3–0               | Paraguay |
| ------------------------- | ----------------- | -------- |
| Suárez 12' Forlán 41' 89' | (2–0) Jegyzőkönyv |          |

| Estadio Monumental, Buenos Aires Játékvezető: Sálvio Fagundes (brazil) |

| Uruguay | Paraguay |

Használt rövidítések (magyar rövidítés – angol rövidítés – poszt):
| - KA – GK – kapus - V – DF – hátvéd - S – SW – söprögető - JV – RB – jobb oldali védő - KV – CB – középső védő - BV – LB – bal oldali védő - JSZV – RWB – jobb szélső védő - BSZV – LWB – bal szélső védő | - KP – MF – középpályás - VKP – DM – védekező középpályás - BKP – LM – bal oldali középpályás - KKP – CM – középső középpályás - JKP – RM – jobb oldali középpályás | - JSZ – RW – jobb szélső - BSZ – LW – bal szélső - TKP – AM – támadó középpályás | - CS – ST, FW – csatár - JCS – RF – jobb oldali csatár - KCS – CF – középső csatár - BCS – LF – bal oldali csatár |

| URUGUAY:             |    |                     |     |     |
|                      |    |                     |     |     |
| GK                   | 1  | Fernando Muslera    |     |     |
| RB                   | 16 | Maximiliano Pereira | 29' |     |
| CB                   | 2  | Diego Lugano        |     |     |
| CB                   | 4  | Sebastián Coates    | 85' |     |
| LB                   | 22 | Martín Cáceres      | 17' | 88' |
| RM                   | 20 | Álvaro González     |     |     |
| CM                   | 15 | Diego Pérez         | 24' | 69' |
| CM                   | 17 | Egidio Arévalo      |     |     |
| LM                   | 11 | Álvaro Pereira      |     | 63' |
| CF                   | 10 | Diego Forlán        |     |     |
| CF                   | 9  | Luis Suárez         |     |     |
| Cserék:              |    |                     |     |     |
| CF                   | 21 | Edinson Cavani      |     | 63' |
| CM                   | 8  | Sebastián Eguren    |     | 69' |
| CB                   | 3  | Diego Godín         |     | 88' |
| Szövetségi kapitány: |    |                     |     |     |
| Óscar Tabárez        |    |                     |     |     |

| PARAGUAY:            |    |                      |     |     |
|                      |    |                      |     |     |
| GK                   | 1  | Justo Villar         |     |     |
| RB                   | 3  | Iván Piris           |     |     |
| CB                   | 2  | Darío Verón          |     |     |
| CB                   | 14 | Paulo da Silva       |     |     |
| LB                   | 4  | Elvis Marecos        |     |     |
| RW                   | 20 | Néstor Ortigoza      |     |     |
| CM                   | 13 | Enrique Vera         | 57' | 64' |
| DM                   | 15 | Víctor Cáceres       | 26' | 64' |
| CM                   | 16 | Cristian Riveros     |     |     |
| LW                   | 7  | Pablo Zeballos       |     | 76' |
| CF                   | 18 | Nelson Haedo Valdez  |     |     |
| Cserék:              |    |                      |     |     |
| LM                   | 21 | Marcelo Estigarribia |     | 64' |
| RM                   | 23 | Hernán Pérez         |     | 64' |
| CF                   | 19 | Lucas Barrios        |     | 76' |
| Szövetségi kapitány: |    |                      |     |     |
| Gerardo Martino      |    |                      |     |     |

| A mérkőzés játékosa: Luis Suárez (Uruguay) Asszisztensek: Marcio Santiago (brazil) Francisco Mondría (chilei) Negyedik számú játékvezető: Enrique Osses (chilei) |

| A 2011-es Copa América győztese |
| ------------------------------- |
| URUGUAY 15. cím                 |